# Nouvel antisémitisme
Nouvel antisémitisme est une expression désignant des formes d'antisémitisme existant à la fin du XXe siècle et au début du XXIe siècle.
Les partisans de ce concept considèrent que l'antisionisme, l'antiaméricanisme, l'antimondialisation, le tiers-mondisme, comme jadis l'anticommunisme à travers le concept de « judéo-bolchévisme », ainsi que la diabolisation d'Israël, peuvent abriter ou reposer sur une idéologie antisémite, ou encore constituer des formes déguisées d'antisémitisme. Selon eux, le « nouvel antisémitisme » est une innovation issue de l'opposition au sionisme et à l'État d'Israël et émanant simultanément de l'extrême gauche, de l'extrême droite et de l'islam fondamentaliste. Le concept postule généralement que la majorité de ce qui se revendique n'être qu'une simple critique de la politique israélienne serait en fait une diabolisation d'Israël et représenterait un recyclage des anciens préjugés antisémites, jadis axés sur la religion (rejet du Christ par les Juifs - « déicides ») ou sur une prétendue « race juive ».
Les adversaires de ce concept affirment qu'il banalise la signification de l'antisémitisme, en amalgamant toute critique politique à des sentiments irrationnels de rejet, et toute forme d'antisionisme à l'antisémitisme. Cette banalisation s'effectue en définissant très étroitement la critique de la politique israélienne et très largement la diabolisation de l'État hébreu, et en instrumentalisant le légitime rejet de l'antisémitisme afin d'étouffer le débat,.

## Historique du concept

### Fin des années 1960
Le philosophe Pierre-André Taguieff décrit la première vague de « la nouvelle judéophobie », qui émerge dans le monde arabe et la sphère soviétique à la suite de la défaite de la guerre des Six Jours. Il cite des écrits traitent du lien qu'entretient l'« antisionisme » avec l'antisémitisme : une étude du « néo-antisémitisme » de Jacques Givet ainsi que de l'« antisémitisme contemporain » de Léon Poliakov.
Raymond Aron accusait pour sa part Charles de Gaulle d'avoir, par ses accusations contre le peuple juif lors de la conférence de presse du 27 novembre 1967, autorisé « solennellement un nouvel antisémitisme ». Il affirmait : « Le général de Gaulle a, sciemment, volontairement, ouvert une nouvelle période de l'histoire juive et peut-être de l'antisémitisme. Tout redevient possible. Tout recommence. Pas question, certes, de persécution : seulement de « malveillance ». Pas le temps du mépris : le temps du soupçon ».

### Les années 1970: les premiers débats
« L’antisionisme est une incroyable aubaine, car il nous donne la permission – et même le droit, et même le devoir – d’être antisémite au nom de la démocratie ! L’antisionisme est l’antisémitisme justifié, mis enfin à la portée de tous. Il est la permission d’être démocratiquement antisémite. 
En 1974, Arnold Forster et Benjamin Epstein de la Ligue antidiffamation publient un livre intitulé The New anti-Semitism, exprimant leurs inquiétudes en ce qui concerne ce qu'ils décrivent comme une nouvelle manifestation de l'antisémitisme, provenant de la gauche radicale, de la droite radicale et de personnalités pro-arabes aux États-Unis. Forster et Epstein affirment qu'il prend la forme d'une indifférence aux craintes du peuple juif, d'une apathie en traitant des préjugés à l'encontre des Juifs et une incapacité à comprendre l'importance d'Israël pour la survie du peuple juif.
En analysant le travail de Forster et Epstein dans le magazine Commentary, Earl Raab soutient qu'un nouvel antisémitisme émerge réellement en Amérique, sous la forme d'une opposition aux droits collectifs du peuple juif, mais il critique Forster et Epstein pour l'avoir amalgamé avec la critique anti-israélienne. Allan Brownfeld écrit que la nouvelle définition de l'antisémitisme donnée par Forster et Epstein banalise le concept en le transformant en « une forme de chantage politique » et en « une arme afin de faire taire toute forme de critique à l'égard d'Israël ou de la politique des États-Unis au Moyen-Orient », tandis qu'Edward S. Shapiro, dans son A Time for Healing: American Jewry Since World War II, écrit que « Forster et Epstein sous-entendent que le nouvel antisémitisme montre l'incapacité des Gentils à estimer les Juifs et Israël ».

### Des années 1980 à nos jours: convergence politique
L'historien Robert Wistrich aborde la question en 1984 dans un exposé fait à la résidence du président d'Israël Chaim Herzog et affirme qu'un « nouvel antisionisme antisémite » est en train d'émerger, dont les caractéristiques distinctives sont l'identification du sionisme au nazisme et la croyance que les sionistes ont collaboré activement avec les nazis pendant la Seconde Guerre mondiale. Il déclare que de telles accusations étaient courantes dans l'ancienne Union soviétique, mais ajoute que ce type de rhétorique serait maintenant utilisée par une partie de la gauche radicale, particulièrement par les groupes trotskistes en Europe de l'Ouest et en Amérique.
Dans son ouvrage Sur un nouveau moment antisémite, l'historien et sociologue Pierre Birnbaum voit dans le « jour de colère » du 26 janvier 2014 la date-clé d'un nouvel antisémitisme en France. Selon le Mouvement contre le racisme et pour l'amitié entre les peuples (MRAP), cette manifestation « agrégeait dans la même haine antirépublicaine, les chrétiens intégristes homophobes et les nationalistes racistes islamophobes, renforcés par la composante radicale du public de l’antisémite Dieudonné », sous des slogans que le Conseil représentatif des institutions juives de France (Crif) qualifie de « xénophobes, racistes et antisémites ».
Pour le journaliste Alexandre Devecchio, un antisémitisme de personnes arabo-musulmanes se manifeste en France notamment sur fond d'islamisation de banlieues, conduisant à un exode massif des Juifs de certains quartiers et de certaines écoles, et qui s'illustre par des drames comme celui de Sarah Halimi en 2017, défenestrée par son voisin dans son HLM de Belleville aux cris de « Allah Akbar ». L'historien Georges Bensoussan a participé à faire connaître ce phénomène avec le livre Les Territoires perdus de la République (2002). Le Figaro Magazine estime cependant que ce sujet est encore un tabou, en témoigne le procès qu'a subi l'historien.

#### Les trois axes du nouvel antisémitisme

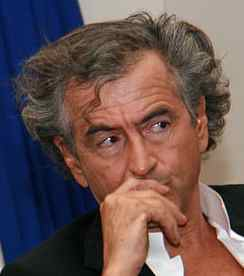
Bernard-Henri Lévy.

Nicole Gnesotto, titulaire de la chaire « Union européenne » au Conservatoire national des arts et métiers, propose de distinguer trois sources de l'antisémitisme contemporain en France :

« L’antisémitisme historique d’abord, fondé sur les stéréotypes liés à l’argent […]. Il a toujours existé et on pourrait qualifier cet antisémitisme de populaire. Il y en a un deuxième, plus politique, dont parle Nonna Mayer, lié aux évènements du Moyen-Orient et à la politique d’Israël, celui-là est plutôt repris par ce qu’on appelle l’islamo-gauchisme (la défense des musulmans contre la politique d’Israël). Il y en a enfin un troisième, un antisémitisme identitaire, fondé sur l’illusion d’une pureté de la nation. Celui-là appartient plutôt à l’extrême-droite, c’est celui qui s’est manifesté contre Alain Finkielkraut quand on a entendu des choses comme « on est chez nous ici, rentre chez toi ». »

Bernard-Henri Lévy réfère le nouvel antisémitisme à trois raisons principales :
1. L’antisionisme : « Les Juifs seraient haïssables parce qu’ils soutiendraient un mauvais État, illégitime et assassin »[18].
2. Le négationnisme : « Les Juifs seraient d’autant plus haïssables qu’ils fonderaient leur Israël aimé sur une souffrance imaginaire ou, tout au moins, exagérée »[18].
3. La concurrence des mémoires : « Les Juifs commettraient un troisième et dernier crime qui les rendrait plus détestables encore et qui consisterait, en nous entretenant inlassablement de la mémoire de leurs morts, à étouffer les autres mémoires, à faire taire les autres morts, à éclipser les autres martyres qui endeuillent le monde d’aujourd’hui et dont le plus emblématique serait celui des Palestiniens »[18].

« L’antisémitisme nouveau a besoin de ces trois énoncés », souligne Bernard-Henri Lévy. « Chacun, pris séparément, suffirait à discréditer un peuple redevenu objet d’opprobre ; mais qu’ils viennent à s’additionner, que les composants se composent, que les trois fils entrent en contact et parviennent à former un nœud ou une tresse — et l’on est à peu près sûr d’assister à une déflagration dont tous les juifs, partout, seront les cibles désignées ». Bernard-Henri Lévy a notamment exposé cette thèse à l’Assemblée générale de l’Organisation des Nations unies, le 22 novembre 2015.

## Arguments pour et contre le concept

### Un nouveau phénomène
Jack Fischel, ancien titulaire de la chaire d'histoire à l'université de Millersville en Pennsylvanie, écrit que le nouvel antisémitisme est un nouveau phénomène regroupant une coalition de « gauchistes bruyamment opposés à la politique d'Israël et d'antisémites d'extrême droite, partisans de la destruction d'Israël, qui ont été rejoints par des millions de Musulmans, y compris les Arabes qui ont immigré en Europe… et qui ont emporté avec eux leur haine d'Israël en particulier et des Juifs en général. C'est ce nouvel alignement politique qui rend unique ce nouvel antisémitisme ». Mark Strauss dans le magazine Foreign Policy y relie l'antimondialisation, pointant le forum social de 2003 comme un « instantané de l'évolution du phénomène » décrit comme « un kaléidoscope des anciennes haines brisées puis réassorties en motifs aléatoires, à la fois familiers et étranges » :

« C'est l'image médiévale du Juif assassin du Christ, ressuscitée dans les éditoriaux des journaux cosmopolites européens. Ce sont les néonazis qui se parent du keffieh à damiers des Palestiniens et les Palestiniens qui font la queue pour acheter des copies de Mein Kampf. »

Le philosophe français Pierre-André Taguieff estime que l'antisémitisme classique, basé sur le racisme et le nationalisme, a été remplacé par une nouvelle forme basée sur l'antiracisme et l'antinationalisme. Il identifie certaines de ses caractéristiques principales comme l'identification du sionisme au racisme ; l'utilisation d'arguments apparentés à la négation de la Shoah, tels que des doutes sur le nombre des victimes ou l'affirmation qu'il y a une « industrie de la Shoah » ; un discours emprunté au tiers-mondisme, à l'anti-impérialisme, à l'anticolonialisme, à l'antiaméricanisme et à l'antimondialisation ; et la dissémination de ce qu'il nomme le « mythe du "Palestinien intrinsèquement bon, la victime innocente par excellence" ».
Irwin Cotler, professeur de droit à l'université McGill à Montréal qui fut ministre de la Justice du Canada, estime dans FrontPage Magazine (en) que « l'antisémitisme classique est une discrimination contre les Juifs en tant qu'individus, et que le nouvel antisémitisme implique la discrimination à l'encontre, le déni ou l'attaque du droit du peuple juif à vivre en tant que membre à part entière de la famille des nations » et que ces deux formes d’antisémitisme ont en commun la discrimination. Dans une étude sur l’antisémitisme publiée conjointement par le mémorial de Yad Vashem et le Centre Simon-Wiesenthal il définit plusieurs variantes de l’antisémitisme dont « l’antisémitisme génocidaire » qui s'exprime par l’incitation à la destruction de l’État d’Israël ouvertement et publiquement prônée par l'Iran, le Hezbollah, le Hamas et le Jihad islamique et « l'antisémitisme politique » qui est constitué par la contestation du droit du peuple juif à l’autodétermination. Il cite Martin Luther King qui a déclaré que « la négation des Juifs au même droit, le droit à l'autodétermination, que nous accordons aux pays africains et tous les autres peuples de la planète est en bref de l'antisémitisme ». Irwin Cotler souligne que ce nouvel antisémitisme est parfois « codé en antisionisme » et que si les variantes génocidaires et politiques « sont manifestes, publiques et clairement démontrables, l'antisémitisme idéologique est l'expression beaucoup plus sophistiquée et sans doute plus pernicieuse du nouvel antisémitisme ».

### Un nouveau phénomène, mais non lié à l'antisémitisme

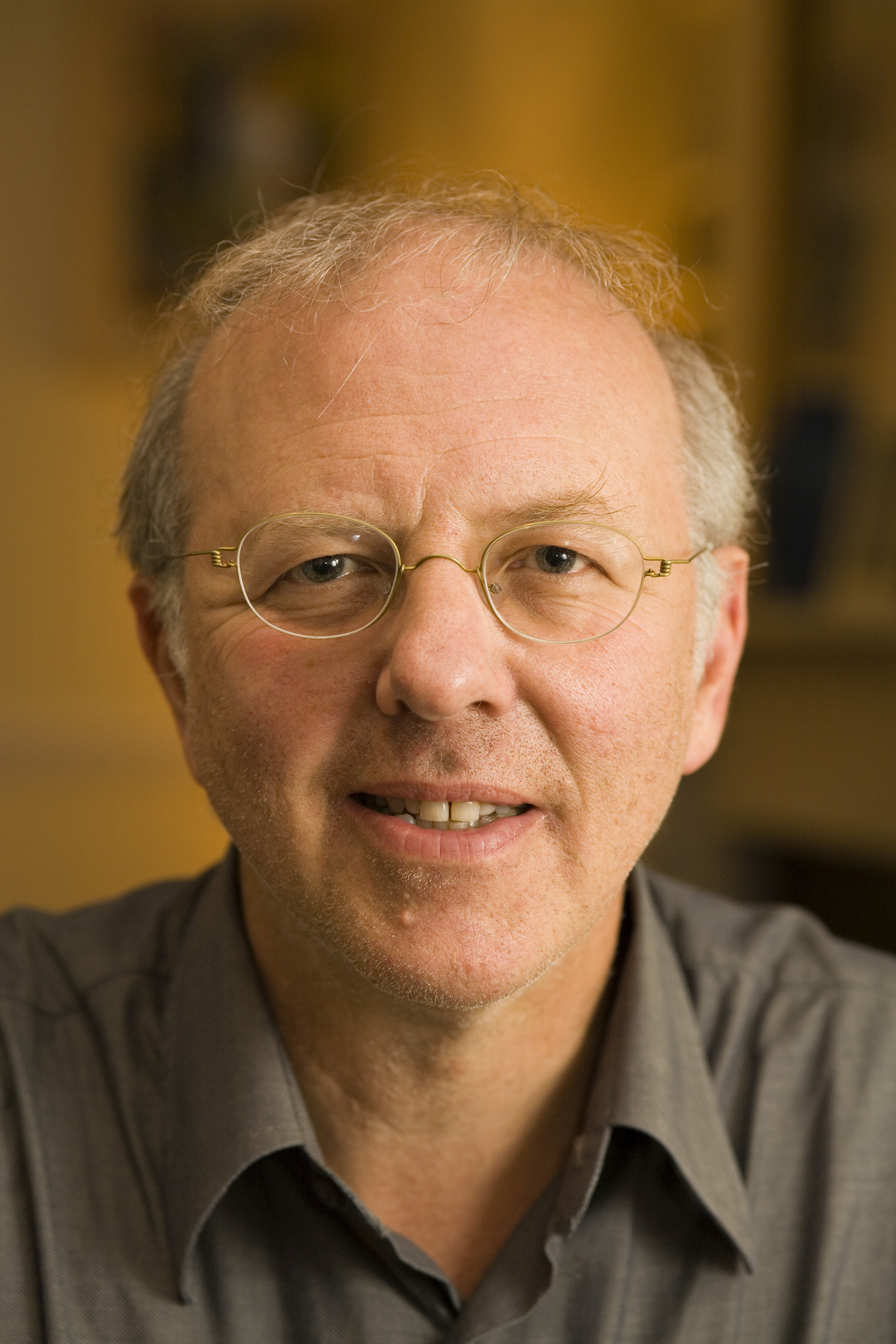
Brian Klug écrit que la nouvelle médisance n'est pas de l'antisémitisme, nouveau ou ancien, ni une mutation d'un virus existant, mais un virus de conception toute nouvelle.

Qu'il y ait eu une résurgence des attaques et attitudes antisémites est accepté par certains des opposants au concept du « nouvel antisémitisme ». Ils doutent cependant qu'il s'agisse d'une différente sorte d'antisémitisme.
Brian Klug, maître de recherche en philosophie à St Benet's Hall, université d'Oxford qui a donné un rapport d'expert en février 2006 à une commission d'enquête du Parlement britannique sur l'antisémitisme dans le Royaume-Uni, et en novembre 2004 à une conférence sur l'antisémitisme au Bundestag allemand, ne pense pas qu'il y ait « un seul et unique phénomène » qui pourrait être appelé « nouvel » antisémitisme. Il reconnaît que les inquiétudes des communautés juives sont fondées, mais pense que ces manifestations sont imputables à l'antisémitisme classique. Pour lui, la création de ce concept est basée sur un argument circulaire ou une tautologie. Il considère que c'est un concept inutile car il dévalue le terme « antisémitisme », conduisant à un cynisme largement répandu sur son utilisation. Les gens compatissants qui soutiennent les Palestiniens se sentent accusés à tort d'antisémitisme.
Klug définit l'antisémitisme classique comme « un fantasme européen invétéré sur les Juifs en tant que Juifs » définissant les Juifs, quelle que soit la façon dont ils sont vus (race, religion, ethnie, etc.), et quelle que soit l'origine idéologique de l'antisémitisme (de la droite ou de la gauche), comme « un peuple à part, non seulement par leurs coutumes mais par leur caractère collectif. Ils sont arrogants, secrets, rusés, essayant toujours de faire du profit. Loyaux seulement aux leurs, quel que soit l'endroit où ils vont, ils forment un état dans l'état, faisant leurs proies des sociétés parmi lesquelles ils résident. Mystérieusement puissants, ils contrôlent les banques et les médias. Ils vont même pousser les gouvernements à faire la guerre si cela est dans leur intérêt. Telle est l'image du Juif, transmise de génération en génération » :

« Quand l'antisémitisme est partout, il n'est nulle part. Et quand tout antisioniste est un antisémite, nous ne pouvons plus reconnaître le phénomène réel. Le concept d'antisémitisme perd de sa signification. »

Il souligne que, bien que le concept de nouvel antisémitisme continue à définir l'antisémitisme comme « une hostilité à l'égard des Juifs, en tant que Juifs, » la source de cette hostilité a changé et, qu'en conséquence, continuer à utiliser la même expression d'« antisémitisme » pour le décrire peut prêter à confusion.
L'hostilité envers les Juifs en tant que Juifs est de nos jours basée sur le conflit arabo-israélien, et non plus sur les anciens fantasmes européens. Israël se proclame lui-même comme l'État du peuple juif, et de nombreux Juifs s'alignent eux-mêmes sur Israël pour cette raison. Klug reconnaît qu'inclure, du fait de cet alignement, les Juifs en tant que Juifs dans cette hostilité, plutôt que l'hostilité envers les Israéliens ou les sionistes, est un préjugé, car c'est une généralisation concernant des individus ; néanmoins, ce préjugé n'est pas « enraciné dans l'idéologie du "Juif" », et par conséquent, c'est un phénomène différent de l'antisémitisme.

### L'opposition à Israël n'est pas nécessairement de l'antisémitisme
Earl Raab, directeur fondateur du Nathan Perlmutter Institute for Jewish Advocacy à l'université de Brandeis écrit qu'il existe bien une nouvelle vague d'antisémitisme dans le monde, et que la plupart des préjugés contre Israël sont guidés par cet antisémitisme, mais il insiste sur la distinction à faire entre antisémitisme et opinions anti-israéliennes, soulignant que des accusations d'antisémitisme basées sur des opinions anti-israéliennes manquent généralement de crédibilité. L'amalgame effectué entre antisémitisme et « anti-israélisme » résulte d'une « grave erreur de compréhension… suggérant que si d'une façon ou d'une autre, nous arrivions à supprimer l'antisémitisme, nous supprimerions du même coup l'anti-israélisme. Ceci réduit les problèmes de préjugés envers Israël à des proportions de caricatures ». Raab décrit les préjugés contre Israël comme une « sérieuse violation de la morale et du bon sens », et confirme qu'ils sont souvent liés à l'antisémitisme, mais il le distingue de l'antisémitisme en tant que tel.
Steven Zipperstein, professeur de culture et d'histoire juive à l'université Stanford, estime que cette tendance à l'amalgame existe aussi chez les Juifs, qui ont une tendance à voir l'État d'Israël comme une victime, car ils étaient eux-mêmes jusqu'à très récemment les « victimes quintessencielles ». Zipperstein conclut qu'une croyance en la responsabilité de l'État d'Israël dans le conflit israélo-arabe est considérée comme faisant partie « de ce qu'une personne honnête, progressiste et raisonnablement informée pense ».
Tariq Ali, un historien et militant politique pakistano-britannique, voit dans le concept de nouvel antisémitisme une tentative de corruption du langage dans l'intérêt de l'État d'Israël. Il écrit que la campagne contre le « supposé nouvel antisémitisme » en Europe, est un « stratagème cynique de la part du gouvernement israélien pour protéger l'État sioniste contre toute critique de sa brutalité régulière et constante à l'encontre des Palestiniens ». Il fait remarquer que la plupart des groupes pro-palestiniens et antisionistes qui sont apparus après la guerre des Six Jours, ont pris grand soin de maintenir la distinction entre antisionisme et antisémitisme.

### Un lien étroit

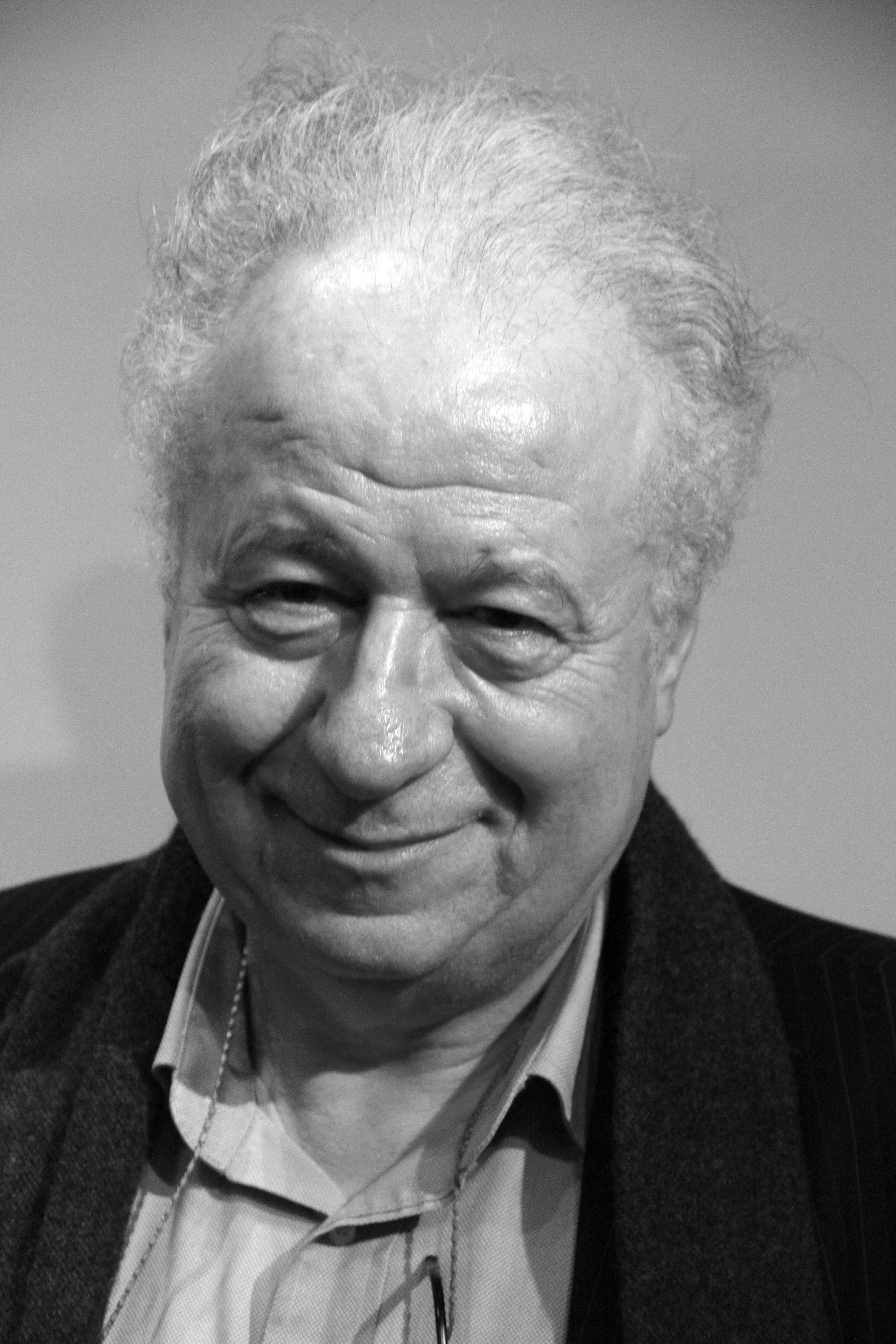
Antoine Spire.

Antoine Spire met en avant la séparation étroite entre l'antisionisme et l'antisémitisme. Selon lui, « [a]ujourd'hui, l'antisionisme, même s'il ne se veut pas antisémite, vise non seulement la politique oppressive d'Israël contre les Palestiniens, mais aussi Israël et son lien avec ses soutiens en diaspora qu'on accuse sans toujours aller y voir d'inconditionnalité ; il en vient à récuser l'existence même d'un État juif. C'est là que peut se nouer le lien entre antisionisme et antisémitisme : de l'antisionisme au vœu de disparition de l'État hébreu, il n'y a qu'un fil, et de la disparition de l'État hébreu à la haine de ceux qui militent pour le droit à l'existence de l'État d'Israël, il n'y a qu'un pas ».
Lors de la guerre entre le Hamas et Israël de 2023, la Première ministre Élisabeth Borne accuse une partie de l’opposition de gauche d’être « antisioniste », en ajoutant que c’est « aussi une façon de masquer de l’antisémitisme ».
Bien que les termes « judaïsme » et « sionisme » ne soient pas interchangeables, des slogans ou des prises de parole publiques du discours antisémite montrent que le mot « sioniste » remplace souvent celui de « juif », entretenant la confusion entre « antisionisme » et « antisémitisme », analyse Le Monde.

### La troisième vague

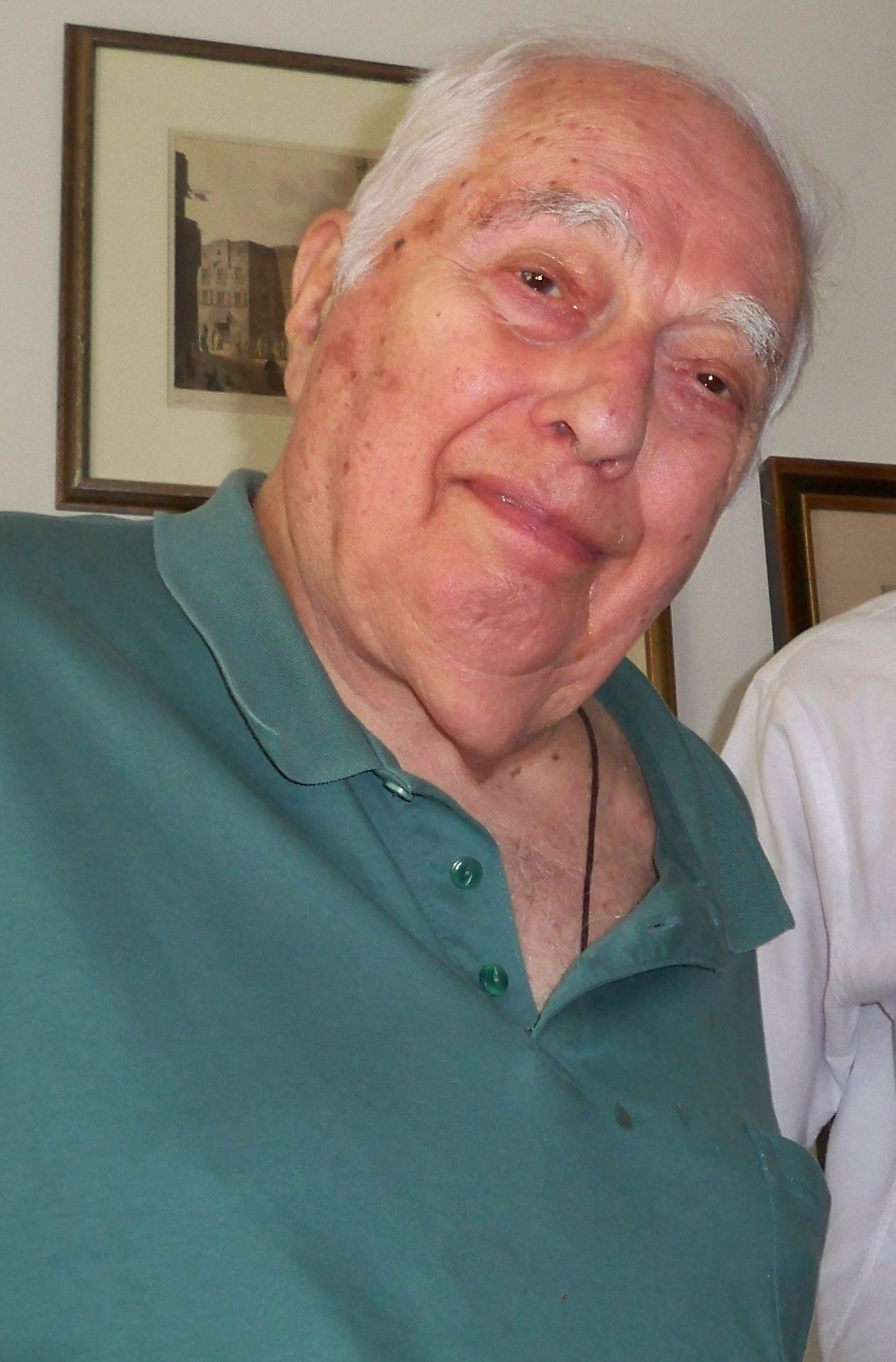
Bernard Lewis.

Pour l'historien Bernard Lewis, le « nouvel antisémitisme » représente la « troisième vague » ou « vague idéologique » de l'antisémitisme, les deux premières vagues étant l'antisémitisme religieux, qui s'est développé avec l'arrivée du christianisme en raison du rejet du Christ comme Messie par les Juifs, et l'antisémitisme racial, né en Espagne, dans le contexte des campagnes de conversions forcées de Juifs, à la suite desquelles des doutes sur la sincérité des convertis ont conduit au nouveau concept de limpieza de sangre (pureté du sang).
Selon Lewis, si l'antisémitisme est « un cas particulier de préjugés, de haine ou de persécutions dirigés contre des gens qui sont, d'une certaine façon, différents des autres, » il s'en distingue par deux caractéristiques : les Juifs sont jugés selon un standard différent de celui appliqué aux autres, et ils sont accusés de diablerie cosmique.
Il associe la « troisième vague » avec les Arabes, et écrit qu'elle s'est développée en partie en raison de l'établissement de l'État d'Israël. La forme occidentale de l'antisémitisme, que Lewis nomme la « version satanique et cosmique de la haine du Juif », arrive au Moyen-Orient en plusieurs étapes. Elle commence avec l'arrivée des missionnaires chrétiens au XIXe siècle, et s'accompagne des premières accusations de crime rituel contre les Juifs, notamment lors de l'affaire de Damas. Elle grandit progressivement au XXe siècle jusqu'à l'avènement du Troisième Reich.
Cet antisémitisme s'amplifie encore avec l'humiliation consécutive aux défaites contre l'armée israélienne lors de la guerre israélo-arabe de 1948-1949, puis de la Guerre des Six Jours, en 1967.
Là-dessus s'est rajoutée l'action des Nations unies dont le traitement de la situation des réfugiés de 1948 a, selon Lewis, conforté le monde arabe dans ses préjugés et convaincu que la discrimination à l'égard des Juifs était acceptable : en effet, les Nations unies n'ont pas réagi lorsque l'ancienne communauté juive de Jérusalem-Est a été expulsée et ses monuments désacralisés ou détruits, ni lorsque les réfugiés juifs ont fui ou été chassés des pays arabes. À l'inverse, des arrangements élaborés ont été effectués pour les Arabes chassés des territoires qui deviendront l'État d'Israël. Tous les gouvernements arabes impliqués dans le conflit annoncèrent qu'ils n'accepteraient dans leur pays aucun Israélien quelle que soit sa religion, et qu'ils ne donneraient pas de visas aux Juifs, quel que soit le pays dont ils sont citoyens. Lewis est sûr que le manque de protestation des Nations unies a envoyé un message clair au monde arabe.
Lewis écrit que la troisième vague d'antisémitisme a en commun avec la première vague, que les Juifs peuvent s'y soustraire : de même qu'avec l'antisémitisme religieux, les Juifs pouvaient prendre leur distance avec le judaïsme et, pour certains, atteindre des postes élevés à l'intérieur de l'église et de l'Inquisition, ils peuvent, en se joignant aux critiques, y échapper, alors que leur condition était immuablement fixée par l'antisémitisme racial. Le nouvel antisémitisme permet aussi, d'après Lewis, aux non-Juifs de critiquer et d'attaquer les Juifs sans se sentir suspectés des crimes des nazis.

### Antisémitisme, mais pas nouveau

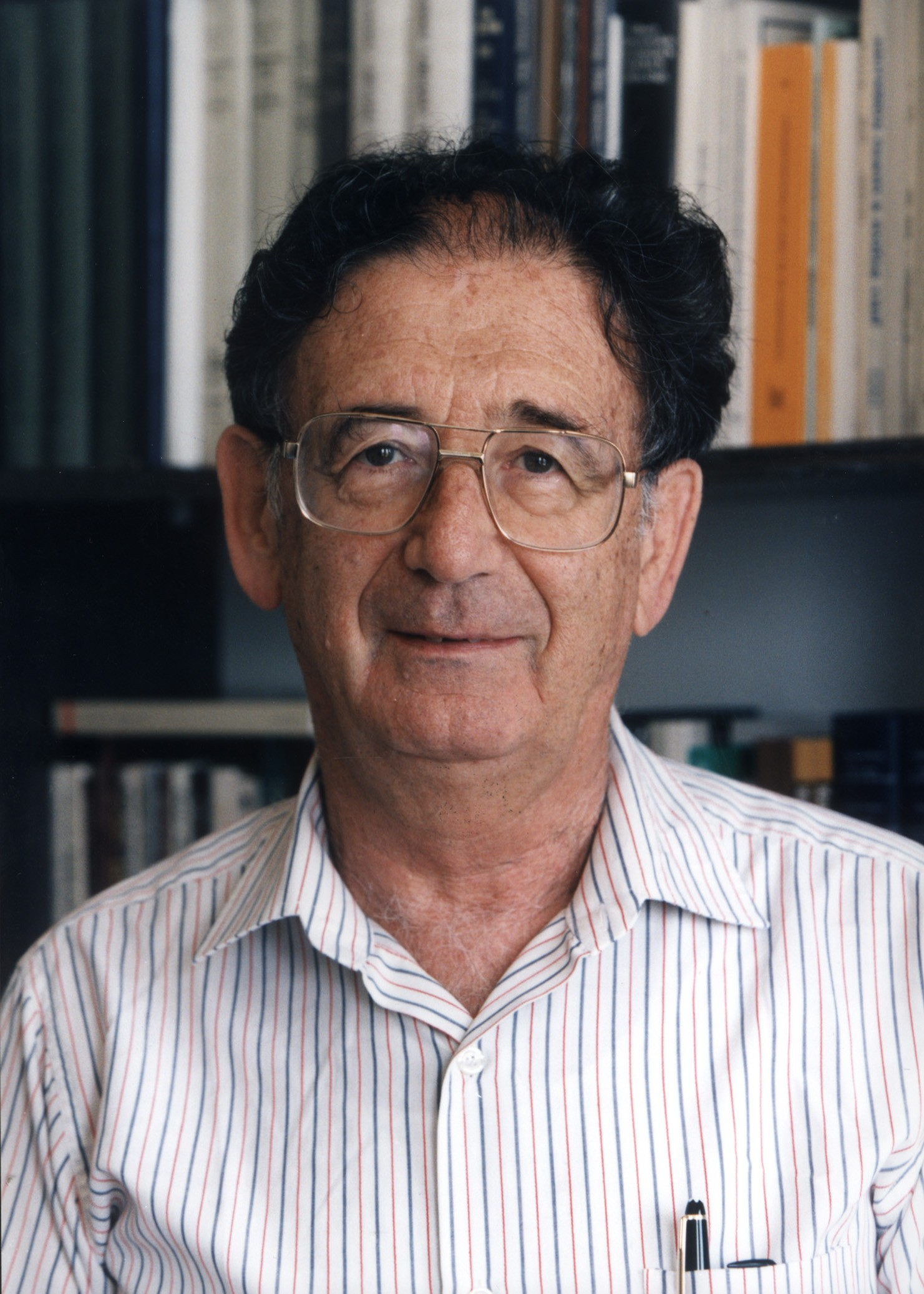
Yehuda Bauer soutient que le « nouvel antisémitisme » n'est pas réellement nouveau.

Yehuda Bauer, professeur des études sur la Shoah à l'université hébraïque de Jérusalem, considère que le concept de « nouvel antisémitisme » est faux : il s'agit d'une nouvelle crise d'antisémitisme ancien, resté latent et réapparu du fait du conflit israélo-palestinien. Il déclinerait donc grandement si un compromis était atteint concernant le conflit israélo-palestinien, mais ne disparaîtrait pas.
Dina Porat, professeur à l'université de Tel-Aviv, estime, elle aussi, qu'il n'y a pas de nouvel antisémitisme, mais que l'on peut parler d'un antisémitisme dans une nouvelle enveloppe, apparue en Europe de l'Ouest depuis la seconde Intifada.
Georges Bensoussan, dont les considérations se limitent à la France, estime que ce n’est pas le conflit israélo-palestinien qui aurait été importé dans les banlieues mais l’antisémitisme qui avait cours au Maghreb, « lié à la fois à la culture traditionnelle des pays maghrébins, à l'islam et au contexte colonial ».

### Un stratagème politique contradictoire
Pour Norman Finkelstein, le « nouvel antisémitisme » est un argument utilisé périodiquement depuis les années 1970 par des organisations telles que la Ligue antidiffamation « non pas pour combattre l'antisémitisme, mais plutôt pour exploiter la souffrance historique des Juifs dans le but d'immuniser Israël contre les critiques ».
En Allemagne, Autriche, Pologne et Hongrie, on parle d'« antisémitisme secondaire » (allemand : Sekundärer Antisemitismus, polonais wtórny antysemityzm, hongrois másodlagos antiszemitizmus), dépeint comme une réaction haineuse d'une part contre la « culpabilisation collective » des nations sur le territoire desquelles s'est déroulée la Shoah, que les historiens rendent co-responsables de celle-ci en raison des actes des collaborateurs et antisémites locaux et d'autre part, chez les personnes sensibles à la cause palestinienne, contre l'accusation d'antisémitisme (primaire) qui peut leur être adressée lorsqu'elles critiquent la politique israélienne.

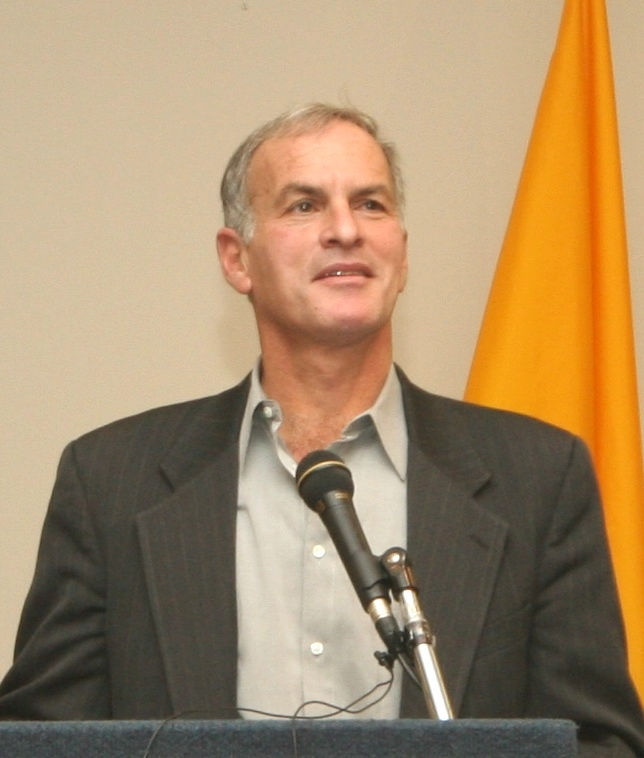
Norman Finkelstein écrit que la colère contre l'occupation par Israël a indubitablement conduit à une animosité contre les Juifs en général, qu'il décrit comme lamentable, mais dont il serait difficile de s'étonner.

La plupart des témoignages présentés pour montrer un nouvel antisémitisme seraient uniquement le fait d'organisations liées d'une façon ou d'une autre à Israël, ainsi que celles qui ont « un intérêt à gonfler les faits antisémites », et divers incidents survenus au cours des dernières années, ne se sont jamais produits ou ont été abusivement attribués à l'antisémitisme. Il cite, comme exemple de tels abus, le rapport de 2003 de l'Observatoire européen des phénomènes racistes et xénophobes qui inclut des images du drapeau palestinien, le support à l'OLP, et la comparaison entre Israël et l'Afrique du Sud du temps de l'apartheid dans sa liste d'activités et de croyances antisémites. Il n'y aurait, en réalité, pas eu de montée significative de l'antisémitisme : « Que démontrent les preuves ? Des investigations sérieuses ont été menées. Tous les faits montrent qu'il n'y a pas de preuve du tout d'une montée d'un nouvel antisémitisme, que ce soit en Europe ou en Amérique du Nord. Les preuves sont inexistantes. Et en fait, il y a un nouveau livre sorti par un inconditionnel d'Israël. Son nom est Walter Laqueur, un très important chercheur. Le livre se nomme The Changing Face of Anti-Semitism (La face changeante de l'antisémitisme). Il est sorti en 2006, chez Oxford University Press. Il observe les preuves et dit : non. Il y a quelque antisémitisme en Europe parmi la communauté musulmane, mais la notion qui est au cœur de la société européenne ou de la société nord-américaine est que l'antisémitisme est absurde. Et en fait, une augmentation significative de l'antisémitisme est absurde ».
Il écrit que ce qui est appelé le nouvel antisémitisme consiste en trois composantes : (i) « exagération et fabrication » ; (ii) « fausse dénomination de la critique légitime de la politique israélienne » ; et (iii) « le débordement injustifié mais prévisible de la critique d'Israël aux Juifs en général ». Il soutient que les apologistes d'Israël ont nié une relation causale entre la politique d'Israël et l'hostilité envers les Juifs, car « si la politique israélienne et son soutien par une majorité de Juifs conduit à une hostilité à l'égard des Juifs, cela signifierait qu'Israël et ses soutiens juifs seraient responsables eux-mêmes de l'antisémitisme ».
Finkelstein demande pourquoi une occupation par un État juif autoproclamé ne causerait pas d'antipathie à l'égard des Juifs, étant donné que les guerres du Vietnam et d'Iraq ont contribué à un antiaméricanisme, et que l'agression de l'Allemagne nazie a conduit à des sentiments antigermaniques. La seule surprise, selon lui, est que cette antipathie ne soit pas allée plus loin, alors que la majorité des organisations juives apporte un soutien à l'État d'Israël dénué de critique, qu'Israël se définit lui-même juridiquement comme l'État souverain du peuple juif, et que les Juifs eux-mêmes soutiennent quelquefois que faire une distinction entre Israël et les communautés juives de par le monde est un exemple d'antisémitisme. Il cite Phyllis Chesler qui pense d'un côté que « quelqu'un qui ne fait pas la différence entre les Juifs et l'État juif est un antisémite, » mais qui d'autre part affirme « qu'Israël est notre cœur et notre âme… nous sommes [de] la [même] famille », ainsi que Gabriel Schoenfeld, l'éditeur du magazine Commentary, qui écrit que « les propagandistes antisémites iraniens se sont attachés à effacer toutes distinctions entre Israël, le sionisme et les Juifs », et Hillel Halkin, qui soutient « qu'Israël est l'État des Juifs … diffamer Israël, c'est diffamer les Juifs ». Il semblerait qu'être antisémite, conclut Finkelstein, c'est « d'identifier et de ne pas identifier Israël avec les Juifs ».

### Une redéfinition inappropriée
En septembre 2008, Antony Lerman, écrit dans le journal israélien Haaretz que le concept de « nouvel antisémitisme » a conduit à « un changement révolutionnaire dans les discussions sur l'antisémitisme ». Il indique que la plupart des discussions contemporaines concernant l'antisémitisme se sont focalisées sur Israël et le sionisme, et que l'équation « antisionisme égale antisémitisme » est devenue pour beaucoup une « nouvelle orthodoxie ». Il ajoute que cette redéfinition a souvent conduit à « des juifs attaquant d'autres juifs pour leur supposé antisionisme antisémite ». Lerman accepte la « légitimité de principe » de la dénonciation d'un antisémitisme juif supposé, mais il ajoute que la littérature colossale dans ce domaine « dépasse tout entendement » ; les attaques sont souvent au vitriol, et incluent des points de vue qui ne sont pas forcément antisionistes.
Lerman soutient que cette redéfinition a eu des répercussions malencontreuses. Il écrit que les études sérieuses sur l'antisémitisme contemporain sont devenues « pratiquement inexistantes », et que le sujet est maintenant étudié et analysé principalement par « des gens manquant de compétences sérieuses sur le sujet, et dont le but principal est de condamner les critiques juives sur Israël et de promouvoir l'équation 'antisionisme = antisémitisme' ». Lerman conclut que cette redéfinition a servi en fin de compte à étouffer la discussion légitime, et qu'elle ne peut pas servir de base pour la lutte contre l'antisémitisme.
Peter Beaumont, dans The Observer, fait remarquer que les partisans du concept de « nouvel antisémitisme » ont essayé de mettre à profit les sentiments anti-juif et les attaques de certains musulmans européens pour faire taire toute opposition envers la politique du gouvernement israélien. « Critiquer Israël », écrit-il, « et vous êtes un antisémite, aussi sûrement que si vous jetiez de la peinture sur une synagogue de Paris ».

## Perspectives internationales

### Union européenne
L'Observatoire européen des phénomènes racistes et xénophobes (EUMC) (remplacé en 2007 par l'Agence des droits fondamentaux de l'Union européenne) note un développement des incidents antisémites en France, Allemagne, le Royaume-Uni, la Belgique et les Pays-Bas entre juillet 2003 et décembre 2004. En septembre 2004, la Commission européenne contre le racisme et l'intolérance, une commission du Conseil de l'Europe, appelle tous ses membres à vérifier que leurs lois contre le racisme couvrent bien l'antisémitisme, et en 2005, l'EUMC propose une définition de l'antisémitisme afin de définir un standard à utiliser pour la collecte des données : « L'antisémitisme est une certaine perception des Juifs, qui peut s'exprimer sous forme de haine à l'égard des Juifs. Les manifestations rhétoriques et physiques de l'antisémitisme sont dirigées contre des Juifs et des individus non-juifs et/ou leurs biens, vers les institutions communautaires et les établissements religieux juifs ». Ce texte inclut à titre d'exemples :
- dénier au peuple juif le droit à l'autodétermination, en déclarant que l'existence de l'État d'Israël est dans son principe raciste ;
- appliquer un double standard en exigeant d'Israël un comportement non prévu ou non demandé aux autres nations démocratiques ;
- utiliser des symboles et des images associés à l'antisémitisme classique (par exemple en proclamant que les Juifs ont tué le Christ ou en les accusant de meurtres rituels) pour caractériser Israël et les Israéliens ;
- faire des comparaisons entre la politique des Israéliens actuels et celle des nazis ;
- tenir les Juifs collectivement responsables de l'action de l'État d'Israël[52],[53].

L'EUMC ajoute que critiquer Israël ne peut pas être considéré comme de l'antisémitisme, tant que la critique est « identique à celle constatée contre d'autres nations ».

#### France
En 2004, le ministre de l'Intérieur de l'époque, Dominique de Villepin demande un rapport sur le racisme et l'antisémitisme à Jean-Christophe Rufin, président d'Action contre la faim et ancien vice-président de Médecins sans frontières. Dans ce document daté d'octobre 2004, Rufin récuse la perception d'un nouvel antisémitisme en France provenant uniquement des immigrés d'Afrique du Nord et de l'extrême droite,. Il écrit que « le nouvel antisémitisme apparaît plus hétérogène » et identifie ce qu'il appelle une nouvelle et « subtile » forme d'antisémitisme dans « l'antisionisme radical » tel qu'il est exprimé par les mouvements d'extrême gauche et d'antimondialisation, dans laquelle la critique des Juifs et d'Israël est utilisée comme prétexte pour « légitimer le conflit armé palestinien »,.
Meïr Waintrater, représentant le CRIF, conteste cette étude, « qui est en fait un petit article publié sur plusieurs sites Internet, » en arguant que son auteur interprète les données de façon tendancieuse, en omettant les statistiques relatives aux agressions racistes et antisémites, lesquelles montrent une augmentation quantitative et qualitative à partir de l’an 2000. Il reproche en outre à Laurent Mucchielli « d'accuser les institutions juives de ne pas être capables de prendre leurs distances vis-à-vis de l’État israélien, cette incapacité expliquant selon lui, sans la justifier bien sûr, la montée des actes antijuifs ».

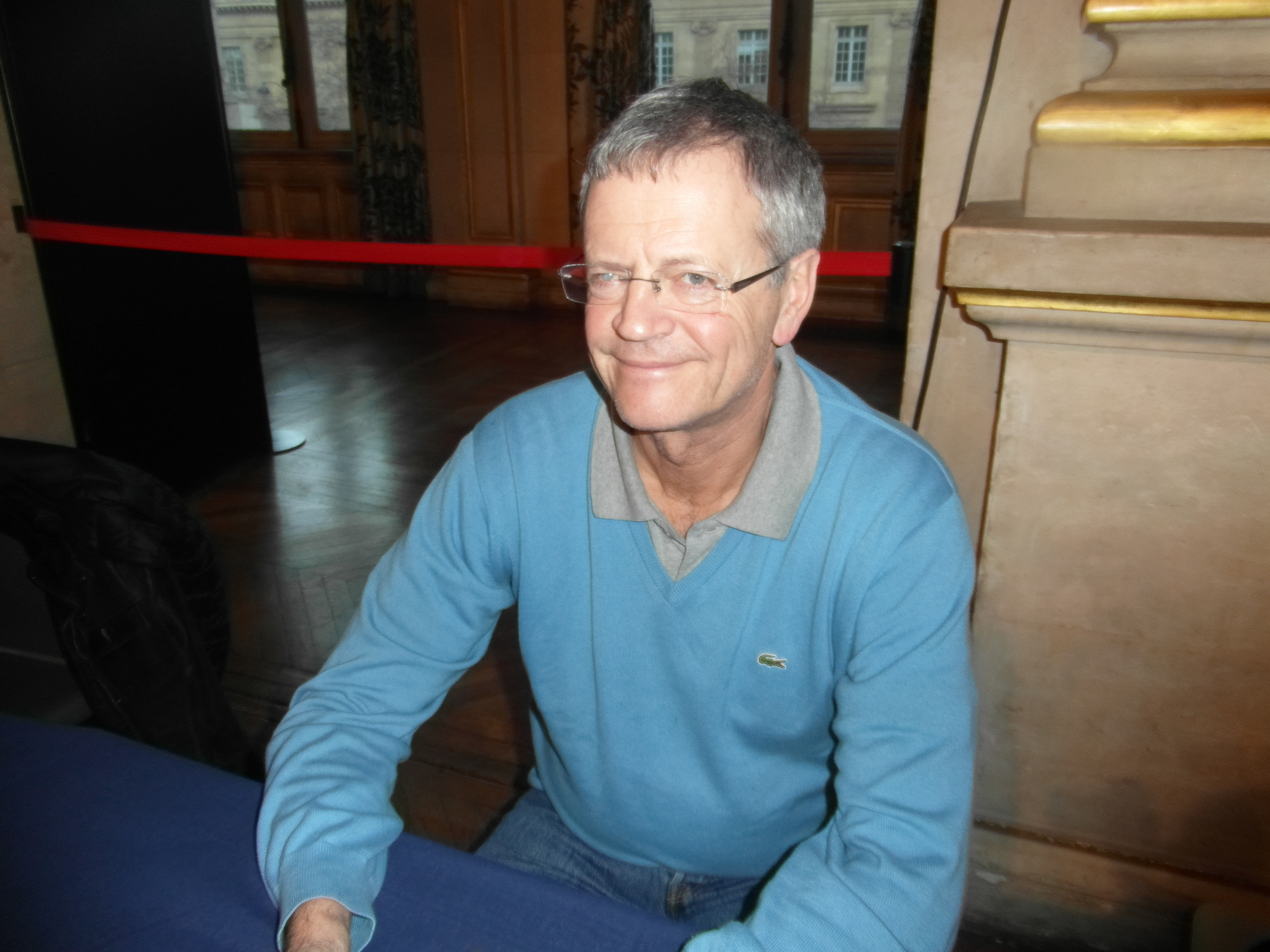
Pascal Boniface.

Pascal Boniface, directeur de l'Institut de relations internationales et stratégiques, réagissant le 25 septembre 2012 dans le Nouvel observateur aux propos de Manuel Valls qui a dénoncé « un nouvel antisémitisme qui se cache derrière un antisionisme de façade » a estimé que « le ministre de l’Intérieur a mis le doigt sur une réalité. Mais il en a occulté une partie ». Il a considéré qu'« Il est vrai que dans certains discours, le terme de "sioniste" a remplacé le terme de "juif" pour des raisons qui n'ont rien de saines. Afin d'échapper à la législation qui pénalise les propos antisémites, certains entretiennent une confusion volontaire entre juifs et sionistes, espérant échapper aux foudres de la loi en utilisant le second terme à la place du premier. On ne parle plus de complot juif mais de complot sioniste. Le terme sioniste est devenu péjoratif, disqualifiant et même injurieux » et que « cette confusion est lourde de sous-entendus, de confusion intellectuelle et de conséquences politiques ». Il considère qu'il y a « une confusion malsaine entre sionisme et hostilité à la reconnaissance des droits du peuple palestinien » soulignant qu'ils ne sont pas incompatibles, et qu'« au final ceux qui sont favorables à la solution des deux États ne peuvent pas être antisionistes ». Dans la même mesure il dénonce le fait que « de nombreux responsables institutionnels et intellectuels juifs français qui exhortent tous les juifs à être inconditionnellement solidaires du gouvernement d’Israël ont une grande part de responsabilité dans cette confusion. L'accusation récurrente d'antisémitisme opposée à ceux qui ne font qu'émettre une critique politique du gouvernement israélien crée un amalgame tout aussi funeste et contribue à l’importation du conflit israélo-palestinien en France ».
Le 22 avril 2018, 250 personnalités du monde intellectuel, politique ou religieux signent un manifeste contre le nouvel antisémitisme où ils dénoncent le nouvel antisémitisme et demandent « que les versets du Coran appelant au meurtre et au châtiment des juifs, des chrétiens et des incroyants soient frappés d’obsolescence par les autorités théologiques ». Ce manifeste provoque l'indignation de responsables musulmans; dont le recteur de la Grande Mosquée de Paris, Dalil Boubakeur qui écrit : « Le procès injuste et délirant d'antisémitisme fait aux citoyens français de confession musulmane et à l'islam de France à travers cette tribune présente le risque patent de dresser les communautés religieuses entre elles » alors que pour Gunther Jikeli, professeur associé à l'université d'Indiana « le fait que l’antisémitisme soit particulièrement répandu parmi les musulmans n’en reste pas moins une évidence écrasante ». Dans une tribune publiée le 24 avril par le journal Le Monde, Tareq Oubrou et trente imams, après avoir exprimé leur « compassion » aux victimes de crimes antisémites, se déclarent « indignés […] comme musulmans qui souffrent de la confiscation de leur religion » et « en tant qu'imams et théologiens qui voyons l'islam tomber dans les mains d'une jeunesse ignorante, perturbée et désœuvrée ». Ils réfutent aussi le fait que ce soit le Coran qui appelle au meurtre, qualifiant « cette idée funeste d'une violence inouïe ». Ils appellent les imams éclairés à s'investir et à s'engager dans le virtuel et prodiguer un contre-discours qui prévient toutes pratiques de rupture et toutes formes d'extrémisme pouvant directement ou indirectement conduire au terrorisme.
Au creux de la recrudescence d'actes antisémites faisant immédiatement suite à l'attaque d'Israël par le Hamas, au « relativisme des massacres du 7 octobre 2023 et (à la) condamnation du sionisme » à travers notamment des « manifestations dites pro-palestiniennes », une tribune intitulée « Pour que l’antisionisme ne serve plus de prétexte à l’antisémitisme ! » est publiée dans Le Monde, par le collectif Nous vivrons fort, de plus de 200 personnalités parmi lesquelles Élisabeth Badinter, Aurore Bergé ou François Hollande. Le collectif remarque que « l’antisionisme est à la mode » et souligne la montée d’un « antisionisme qui cache un antisémitisme actif » où de multiples accusations complotistes allant de l’anti-impérialisme, de l’antifascisme en passant par l’anticapitalisme, ne se revendiquent jamais de l’antisémitisme. 

#### Allemagne
En avril 2018, après plusieurs incidents, la chancelière Angela Merkel dénonce à son tour un nouvel antisémitisme en déclarant : « nous avons des réfugiés ou des personnes d'origine arabe qui introduisent une autre forme d'antisémitisme dans le pays ».

#### Royaume-Uni
La commission d'enquête interpartis du Parlement britannique, sur l'antisémitisme au Royaume-Uni, a publié son rapport en septembre 2006. Elle a adopté la position exprimée par le rapport MacPherson après le meurtre en 1993 du jeune noir Stephen Lawrence, qu'un acte raciste est défini par sa victime, et que c'est la communauté juive qui est le mieux à même de déterminer ce qui est antisémite.
Le rapport indique que les activistes d'extrême gauche et les extrémistes musulmans utilisent la critique d'Israël comme « prétexte » pour l'antisémitisme, et que la « découverte la plus inquiétante » est que l'antisémitisme apparaît être en train de se banaliser. Il constate que l'antisionisme peut devenir antisémite quand il adopte la position que le sionisme est « une force globale de puissance et de malveillance illimitées tout au long de l'histoire », une définition qui « ne prend pas en considération ce que pense la plupart des Juifs de ce concept: que c'est un mouvement de libération nationale juif ». Ayant redéfini le sionisme, le rapport affirme que les motifs traditionnels antisémites de « puissance de conspiration, de manipulation et de subversion juives » sont souvent transférés des Juifs sur le sionisme. Le rapport note que c'est là le « cœur du nouvel antisémitisme, sur lequel beaucoup de choses ont été écrites », ajoutant que l'antisionisme est devenu la « lingua franca des mouvements antisémites ».
Lord Janner of Braunstone, ancien député travailliste d'origine juive, donne des témoignages concernant les remarques antisémites qui lui furent adressées au Parlement. Après l'arrestation de Saddam Hussein, une de ses pairs s'est approchée de lui et lui a dit : « Nous nous sommes débarrassés de Saddam Hussein. Les vôtres sont les suivants », et quand il lui demanda ce qu'elle entendait par « les vôtres », elle répondit : « Oui, vous ne pouvez pas en permanence continuer à tuer des Palestiniens, vous savez ». Oona King, de mère juive et de père afro-américain, ancienne députée travailliste de Bethnal Green and Bow, donne aussi comme témoignage que de nombreux électeurs lui ont dit qu'ils ne voteront pas pour elle car elle était financée par les services secrets israéliens.

### Israël
En novembre 2001, en réponse à une émission télévisée d'Abou Dabi présentant Ariel Sharon buvant du sang d'enfants palestiniens, le gouvernement israélien met en place le « Forum de coordination pour contrecarrer l'antisémitisme », dirigé par le rabbin Michaël Melchior, vice-ministre des Affaires étrangères. Selon Melchior, « à chaque génération, l'antisémitisme essaie de cacher sa face hideuse derrière des déguisements variés, et la haine de l'État d'Israël est son déguisement actuel ». Il ajoute que « la haine contre Israël a franchi la ligne rouge, passant de la critique au venin antisémite effréné, qui est une traduction précise de l'antisémitisme classique dont les conséquences passées sont toutes trop connues du monde entier ».

### États-Unis
Le Département d'État américain dans son rapport de 2004 sur le suivi de l'antisémitisme a identifié quatre sources de développement de l'antisémitisme, principalement en Europe :
- « Les préjugés anti-juifs traditionnels… qui comprend les ultranationalistes et d'autres groupes, qui pensent que la communauté juive contrôle les gouvernements, les médias, les sociétés internationales et le monde de la finance ».
- « Le fort sentiment anti-israélien qui franchit la ligne entre la critique objective de la politique israélienne et l'antisémitisme ».
- « Les sentiments anti-Juifs exprimés par certains dans la population musulmane en forte croissance en Europe, basés sur une antipathie de longue date à l'égard d'Israël ainsi que des Juifs, ainsi que sur l'opposition musulmane à la politique en Israël et dans les territoires occupés, et plus récemment en Irak ».
- « La critique des États-Unis et de la mondialisation qui englobe Israël et les Juifs qui sont identifiés aux deux »[50].

En juillet 2006, la Commission américaine des droits de l'homme a publié un rapport relatif à « l'antisémitisme sur les campus », qui déclare que « le sectarisme antisémite n'est pas moins déplorable moralement quand il est camouflé comme anti-israélien ou antisioniste ». À cette époque, la Commission annonce aussi que l'antisémitisme est un « sérieux problème » sur de nombreux campus d'un bout à l'autre des États-Unis.
En septembre 2006, l'université Yale annonce qu'elle vient de créer le Yale Initiative for Interdisciplinary Study of Antisemitism (YIISA), le premier institut en Amérique du Nord, situé dans une université et consacré à l'étude de l'antisémitisme. Charles Small, directeur de l'institut, a mentionné dans un communiqué de presse que l'antisémitisme « se manifeste de nouveau internationalement d'une manière que de nombreux chercheurs et décideurs politiques prennent très au sérieux… D'une façon croissante, les communautés juives de par le monde se sentent menacées. C'est presque comme retourner au labo. Je pense que nous devons comprendre la manifestation actuelle de cette maladie ». YIISA a organisé plusieurs séminaires et publié plusieurs documents sur le sujet, par exemple : Le débat académique et public sur la signification du Nouvel antisémitisme.

### Organisation des Nations unies
De nombreux commentateurs confirment que l'Organisation des Nations unies (ONU) a bien condamné l'antisémitisme. Lawrence Summers, à l'époque président de l'université Harvard, écrit que la Conférence mondiale contre le racisme de l'ONU a omis de condamner les violations des droits de l'homme en Chine, au Rwanda ou partout dans le monde arabe, tout en se focalisant sur un présumé « nettoyage ethnique » ou « crimes contre l'humanité » d'Israël.
David Matas, avocat-conseil du B'nai B'rith Canada, soutient que l'ONU est un forum pour les antisémites, citant l'exemple du représentant palestinien à la Commission des droits de l'homme de l'ONU, qui affirma en 1997 que les docteurs israéliens avaient injecté aux enfants palestiniens le virus du SIDA. Steve Chabot, membre du Congrès américain, a déclaré à la Chambre des représentants en 2005, que la commission a mis « plusieurs mois pour corriger dans son rapport une affirmation de l'ambassadeur de Syrie que les Juifs avaient tué des enfants non-juifs pour faire de la matza pour Pessa'h (la Pâque juive) ».
Anne Bayefsky, une spécialiste canadienne du droit, qui a interpellé l'ONU concernant le traitement d'Israël, indique que l'ONU a détourné le langage des droits de l'homme pour discriminer et diaboliser les Juifs. Elle écrit que plus d'un quart des résolutions condamnant des violations des droits de l'homme par un État ont été dirigées contre Israël. « Mais il n'y a pas eu une seule résolution sur la répression, qui dure depuis des décennies, des droits civils et politiques de 1,3 milliard de gens en Chine, ou sur le million de femmes travailleuses migrantes en Arabie saoudite, gardées comme des esclaves virtuelles, ou sur le racisme virulent au Zimbabwe qui a conduit plus de 600 000 personnes au bord de la famine ».
Le 10 novembre 1975, la résolution 3379 de l'Assemblée générale des Nations unies, titrée « Élimination de toutes les formes de discrimination raciale », considère que « le sionisme est une forme de racisme et de discrimination raciale ». Elle a été révoquée le 16 décembre 1991 par la résolution 46/86. Le 21 juin 2004, à l'occasion de l'ouverture de la première conférence des Nations unies sur l'antisémitisme, le secrétaire général de l'ONU Kofi Annan souligne : « Force est de reconnaître que les actions de l'Organisation des Nations unies en matière d'antisémitisme n'ont pas toujours été à la mesure de ses idéaux. Il est déplorable que l'Assemblée générale ait adopté en 1975 une résolution dans laquelle elle assimilait le sionisme au racisme et je me félicite qu'elle soit depuis revenue sur sa position ».
En 2008, dans un rapport sur l'antisémitisme rédigé par le Département d'État des États-Unis et adressé au Congrès américain :
« Les motifs pour critiquer Israël à l'ONU peuvent provenir de préoccupations légitimes sur la politique ou de préjugés illégitimes. (…) Cependant, indépendamment du but, les critiques disproportionnées d'Israël sont barbares et sans scrupules et les mesure discriminatoires correspondantes adoptées par l'ONU contre Israël ont pour effet d'associer des particularités négatives aux Juifs en général, et donc d'alimenter l'antisémitisme. »

#### En français
- Mateo Alaluf, « Judéophobie », sur politique.eu.org, octobre 2004
- Alain Badiou et Éric Hazan, L'antisémitisme partout : Aujourd'hui en France, La Fabrique, 2011, 61 p. (ISBN 978-2-35872-018-2 et 2-35872-018-6, présentation en ligne).
- Rudolf Bkouche, « L’arc des crises : Antisionisme, antisémitisme et judéophobie », sur alternatives-international.net, 10 septembre 2006
- Collectif : Georges Bensoussan, Boualem Sansal, Pascal Bruckner, Daniel Sibony, Luc Ferry, Jacques Tarnero, Noémie Halioua, Philippe Val, Barbara Lefèvre, Caroline Valentin, Éric Marty, Monette Vacquin, Lina Murr Nehmé, Jean-Pierre Winter, Michel Gad Wolkowicz (préf. Élisabeth de Fontenay), Le nouvel antisémitisme en France, Éditions Albin Michel, 25 avril 2018
- Michel Dreyfus, L'antisémitisme à gauche : histoire d'un paradoxe, de 1830 à nos jours, Paris, La Découverte, 2009, 345 p. (ISBN 978-2-7071-5301-2, présentation en ligne)Réédition augmentée d'une postface inédite de l'auteur : Michel Dreyfus, L'antisémitisme à gauche : histoire d'un paradoxe, de 1830 à nos jours, Paris, La Découverte, coll. « La Découverte-poche. Essais », 2011, 358 p. (ISBN 978-2-7071-6998-3, présentation en ligne).
- Alexis Lacroix, Le Socialisme des imbéciles : Quand l'antisémitisme redevient de gauche, Paris, Éditions de la Table ronde, coll. « Divers », 2004, 160 p. (ISBN 2-7103-2680-9)
- Bernard-Henri Lévy, L'Esprit du judaïsme, Grasset, 2016.
- Bernard Lewis, Sémites et antisémites, Paris, Fayard, 1987.
- Nonna Mayer, « Nouvelle judéophobie ou vieil antisémitisme ? », Raisons politiques, Paris, Presses de Sciences Po, no 16 « Antilibéralisme(s) »,‎ 2004, p. 91-103 (lire en ligne).
- Jean-Christophe Rufin : Chantier sur la lutte contre le racisme et l'antisémitisme, Ministère de l'Intérieur, France. 19 octobre 2004.
- Georges-Elia Sarfati, L’Antisionisme. Israël/Palestine aux miroirs d’Occident, Paris, Berg International, 2003.
- Peter Schäfer, Judéophobie. Attitudes à l'égard des juifs dans le monde antique, traduit par le rabbin Édouard Gourévitch, Paris, Éditions du Cerf, 2003.  (ISBN 220406923X)
- Pierre-André Taguieff, La nouvelle judéophobie, Paris, Mille et une nuits, coll. « Essai », 2002, 234 p. (ISBN 2-84205-650-7, présentation en ligne).
- Pierre-André Taguieff, Prêcheurs de haine. Traversée de la judéophobie planétaire, Paris, Mille et une Nuits, « Essai », 2004.  (ISBN 2842057201)
- Pierre-André Taguieff, La Judéophobie des Modernes : des Lumières au Jihad, Éditions Odile Jacob, 2008, 686 p. (ISBN 978-2-7381-1736-6, présentation en ligne).
- Pierre-André Taguieff, « Retour sur la nouvelle judéophobie », Cités, Paris, Presses universitaires de France, no 12 « Religions et démocratie. Judaïsme, Christianisme, Islam, Bouddhisme »,‎ 2012, p. 117-134 (lire en ligne).
- Pierre-André Taguieff, Une France antijuive ? : regards sur la nouvelle configuration judéophobe : antisionisme, propalestinisme, islamisme, Paris, CNRS Éditions, 2015, 323 p. (ISBN 978-2-271-08700-3, présentation en ligne).
- Philippe Val, La gauche et l'antisémitisme, Paris, Éditions de l’Observatoire, 2025.
- Guillaume Weill-Raynal, Une haine imaginaire ? Contre enquête sur le "nouvel antisémitisme", Paris, Armand Colin, Paris, 2005  (ISBN 2-200-26912-9)
- Bari Weiss (trad. Peggy Sastre, préf. Delphine Horvilleur), Que faire face à l'antisémitisme ? [« How to Fight Anti-Semitism (en) »], Paris, Robert Laffont, 2021, 186 p. (ISBN 978-2-221-25734-0, présentation en ligne).
- Michel Wieviorka (dir.), La tentation antisémite : haine des juifs dans la France d'aujourd'hui, Paris, Robert Laffont, 2005, 452 p. (ISBN 2-221-10445-5, présentation en ligne), [présentation en ligne], [présentation en ligne].Réédition : Michel Wieviorka (dir.), La tentation antisémite : haine des juifs dans la France d'aujourd'hui, Paris, Hachette littératures, coll. « Pluriel : actuel », 2006, 710 p., poche (ISBN 2-01-279301-0).

#### En anglais
- Tariq Ali, "Notes on Anti-Semitism, Zionism and Palestine", Counterpunch, 4 mars 2004.
- Trevor Asserson et Cassie Williams, "The BBC and the Middle East", BBC Watch, consulté le 20 août 2006.
- Michael Barkun, A Culture of Conspiracy, University of California Press, 2003; réédition en 2006
- Yehuda Bauer, "Problems of Contemporary Anti-Semitism", exposé au Dépt d'Études juives de l'Université de Californie (Santa Cruz) en 2003; consulté le 22 avril 2006.
- Sarah Baxter, "Wimmin at War", The Sunday Times, 13 août 2006, consulté le 13 janvier 2008.
- Anne Bayefsky, One Small Step, Wall Street Journal, 21 juin 2004, consulté le 9 janvier 2006.
- Peter Beaumont, "The new anti-semitism?", '"The Observer, 17 février 2002, consulté le 13 janvier 2008.
- Chip Berlet, "ZOG Ate My Brains", New Internationalist, octobre 2004.
- Chip Berlet, "Right woos Left", Publiceye.org, 20 décembre 1990; révisé le 22 février 1994 et de nouveau révisé en 1999.
- Jenny Booth, "Oona King reveals 'yid' taunts during election", The Times, 11 mai 2005.
- Allan Brownfeld, "Anti-Semitism: Its Changing Meaning", Journal of Palestine Studies, vol. 16, no 3.
- Elisabeth Bryant, France stung by new report on anti-Semitism, United Press International, 20 octobre 2004.
- Jerome Chanes: "Review Essay: What's "New" - and what's not - about the New Antisemitism?", Jewish Political Studies Review 16:1-2 (printemps 2004).
- Phyllis Chesler, The New Anti-Semitism: The Current Crisis and What We Must Do About It, Jossey-Bass, 2003. p. 158-159, 181;,  (ISBN 0-7879-7803-5)
- George Conger, « "UK MPs find leap in anti-Semitism" »(Archive.org • Wikiwix • Archive.is • Google • Que faire ?), The Jerusalem Post, 5 septembre 2006.
- Irwin Cotler, "Human Rights and the New Anti-Jewishness", FrontPageMagazine.com, 16 février 2004.
- Polly Curtis, "Jewish NUS officials resign over anti-semitism row", The Guardian, 12 avril 2005.
- Alan Dershowitz, The Case For Israel, John Wiley & Sons, 2003, livre de poche 2004.  (ISBN 0-471-67952-6)
- Jamie Doward, les Juifs prédisent un niveau record d'attaques antisémites: les médias islamiques sont accusés d'attiser une nouvelle vague d'antisémitisme, The Guardian, 8 août 2004.
- Adam Dickter, Fear over European kosher bans, World Jewish Review, juillet 2002.
- Todd Endelman, Antisemitism in Western Europe Today in Contemporary Antisemitism: Canada and the World. University of Toronto Press, 2005, p. 65-79. *Norman Finkelstein: Beyond Chutzpah: On the Misuse of Anti-Semitism and the Abuse of History. Berkley and Los Angeles: University of California Press, 2005.
- Jack Fischel, "The New Anti-Semitism", The Virginia Quarterly Review, été 2005, p. 225-234.
- Jack Fischel, Antisemitism resurfaces, Midstream, 1er février 2004.
- Jack Fischel, "Conspiracy Theories as Comfort Food", The Forward, 29 mars 2002.
- Arnold Forster & Benjamin Epstein, The New Anti-Semitism. McGraw-Hill 1974.  (ISBN 0-07-021615-0) Voir par exemple les chapitres intitulés "Gerald Smith's Road" (19-48), "The Radical Right" (285-296), "Arabs and Pro-Arabs" (155-174), "The Radical Left" (125-154).
- Abraham Foxman: Never Again? The Threat of the New Anti-Semitism. New York: HarperSanFrancisco (un repiquage de Harper Collins), 2003.  (ISBN 0-06-054246-2) (10);  (ISBN 978-0-06-054246-7) (13).
- Amy Goodman: "Finkelstein on DN! No New Antisemitism", interview de Norman Finkelstein, 26 août 2006.
- Bernard Harrison, The Resurgence of Anti-Semitism: Jews, Israel, and Liberal Opinion. Rowman & Littlefield, 2006. 0742552276
- Ezra HaLevi, "David Duke in Syria: Zionists Occupy Washington, NY and London", Arutz Sheva, 29 novembre 2005 ; voir le vidéo-clip de Interview de David Duke en Syrie.
- Hillel Halkin, The Return of Anti-Semitism, Commentary, février 2002
- Jessica Hodgson, "Editor apologises for 'Kosher Conspiracy' furore", The Guardian, 7 février 2002.
- Radu Ioanid: avant-propose du livre de Pierre-André Taguieff: Rising from the Muck: The New Anti-Semitism in Europe. Ivan R. Dee, 2004.
- Ben-Zion Jaffe, "Big Jew on Campus: The Jewish obsession", Jerusalem Post Blog Central, 11 décembre 2005.
- Edward H. Kaplan & Charles A. Small: "Anti-Israel sentiment predicts anti-Semitism in Europe", Journal of Conflict Resolution, vol 50, no 4, p. 548-561, août 2006.
- Warren Kinsella, The New anti-Semitism, consulté le 5 mars 2006.
- Brian Klug, The Myth of the New Anti-Semitism. The Nation, posté le 15 janvier 2004; parution le 2 février 2004.
- Brian Klug, Israeli, Antisemitism and the left, Red Pepper, 24 novembre 2005.
- Brian Klug, "In search of clarity", Catalyst, 17 mars 2006.
- Richard Landes, "Michael Lerner Weighs in, Disturbingly", Augean Stables, 5 février 2007.
- Daniel Lazare, "The Chosen People", The Nation, 19 décembre 2005.
- Tony Lerman, "Reflecting the reality of Jewish diversity", The Guardian: Comment is Free, 6 février 2007, consulté le 11 août 2007.
- Lerner, Michael: There Is No New Anti-Semitism, posté le 5 février 2007, consulté le 6 février 2007.
- Bernard Lewis, "The New Anti-Semitism", The American Scholar, Volume 75 No. 1, hivers 2006, p. 25-36. Ce papier est basé sur une conférence délivrée à l'Université Brandeis le 24 mars 2004.
- Rod Liddle, "Just how many islands does Spain want?", The Guardian, 17 juillet 2002.
- Deborah Lipstadt, Denying the Holocaust: The Growing Assault on Truth and Memory. Penguin 1994.
- David Matas, Anti-Zionism and Anti-Semitism. Dundurn Press, Toronto, 2005.  (ISBN 1-55002-553-8)
- Dennis Prager & Joseph Telushkin: Why the Jews? The Reasons for Antisemitism. Simon & Schuster, 2003.
- Michael, George: The Enemy of my Enemy: The Alarming Convergence of Militant Islam and the Extreme Right. University Press of Kansas, 2006.  (ISBN 0-7006-1444-3)
- Robyn Moormeister, "Holocaust survivor organizes UCSC conference on anti-semitism", Santa Cruz Sentinel, 2 mai 2003.
- Jane Morse, "World Trade Center Tragedy Hits All Nationalities", 17 septembre 2001.
- Reuven Paz, "Palestinian Holocaust Denial", Washington Institute Peace Watch, No. 255, 21 avril 2000.
- Earl Raab, Is there a New Anti-Semitism?, Commentary, mai 1974, p. 53-54.
- Earl Raab, « "Antisemitism, anti-Israelism, anti-Americanism" »(Archive.org • Wikiwix • Archive.is • Google • Que faire ?), Judaism, automne 2002.
- Melissa Radler, "Anti-Semitic riot at San Francisco State University", The Jerusalem Post, 16 mai 2002.
- Phil Reeves, "Amid the ruins, the grisly evidence of a war crime", The Independent, 16 avril 2002.
- Salomon Reinach et Florence Simmonds, Orpheus: A General History of Religions, G. P. Putnam & Sons, 1909.
- Ron Rosenbaum (ed), Those Who Forget the Past: The Question of Anti-Semitism. Random House, 2004.  (ISBN 0-8129-7203-1)
- Daniel Rubin (ed.), Anti-Semitism and Zionism: Selected Marxist Writings. International Publishers, 1987, p. 35.
- Jonathan Sacks, "The New Antisemitism", Ha'aretz, 6 septembre 2002, consulté le 10 janvier 2007.
- Edward Said, "A Desolation and They Called It Peace", in Rosenbaum, Ron. Those Who Forget the Past: The Question of Anti-Semitism. Random House, 2004.
- Gabriel Schoenfeld, The Return of Anti-Semitism. Encounter Books, 2004.
- Dennis Sewell, "A kosher conspiracy?", New Statesman, 14 janvier 2002.
- Mark Strauss, "Antiglobalism's Jewish Problem" in Rosenbaum, Ron (ed). Those who forget the past: The Question of Anti-Semitism, Random House 2004, p;272.(le terme "nouvel antisémitisme" est entré dans le domaine courant pour se référer à ce que certains auteurs décrivent cimme une vague d'antisémitisme qui s'est développée, particulièrement en Europe de l'Ouest en 2000, après la seconde intifada, l'échec des accords d'Oslo et les attaques du 11 septembre 2001).
- Cinnamon Stillwell, "SFSU's Legacy Of Intolerance", San Francisco Chronicle, 14 décembre 2004, consulté le 12 janvier 2008.
- Lawrence Summers, "Address at morning prayers", 17 septembre 2002, consulté le 9 janvier 2006.
- Pierre-André Taguieff, Rising From the Muck : The New Anti-Semitism in Europe. Ivan R. Dee, 2002.  (ISBN 1-56663-571-3) (publié en France sous le nom La nouvelle judéophobie. Éditions mille et une nuits.  (ISBN 2-84205-650-7)).
- Ned Temko, "Critics of Israel 'fuelling hatred of British Jews'", The Observer, 3 février 2006.
- Michael Whine, "Progress in the Struggle Against Anti-Semitism in Europe: The Berlin Declaration and the European Union Monitoring Centre on Racism and Xenophobia's Working Definition of Anti-Semitism", Post-Holocaust and Anti-Semitism, Jerusalem Center for Public Affairs, 1er février 2006.
- Jon Wiener, "Giving Chutzpah New Meaning", The Nation, 11 juillet 2005.
- Peter Wilby, The New Statesman and anti-Semitism., The New Statesman. 11 février 2002, consulté le 8 février 2008.
- Robert S. Wistrich, "Anti-zionism as an Expression of Anti-Semitism in Recent Years", conférence donnée au Study Circle on World Jewry à la résidence du président d'Israël, le 10 décembre 1984.
- Max Wurmbrand et Cecil Roth, The Jewish People: 4000 Years of Survival, p. 403 et passim. Massadah-P. E. C. Press, 1966.
- Steven Zipperstein, "Historical Reflections on Contemporary Antisemitism", in Derek J. Penslar et al, ed., Contemporary Antisemitism: Canada and the World. Toronto: University of Toronto Press, 2005.
- Laurie Zoloth, "Fear and Loathing at San Francisco State" in Rosenbaum, Ron. Those who forget the past. Random House, 2004.
- Mortimer Zuckerman, "Graffiti on History's Walls", U.S. News and World Report. 11 mars 2003, consulté le 12 janvier 2008.
- Barney Zwartz et Adam Morton, "An unholy alliance", The Age, 4 septembre 2006.
- 2004 Rapport annuel de l'activité des commissaires parlementaires pour les droits des minorités nationales et ethniques, Union européenne, 2004.
- 2004 Community Security Trust Rapport sur les actes antisémites.
- "France pulls plug on Arab network", BBC News, 14 décembre 2004.
- "'Anti-Semitism Shall Have No Place Among Us', Powell Says", posté le 29 avril 2004. U.S. Department of State.
- "The Euston Manifesto", Londres, 29 mars 2006.
- "American White Supremacist David Duke: Israel Makes the Nazi State Look Very Moderate", interview de David Duke à la télévision syrienne, the Middle East Media Research Institute (MEMRI), 25 novembre 2005. Vido-clip de l'interview et du discours de Duke lors d'une manifestation en Syrie à voir sur here.
- "The Architecture of Bigotry", Policy Dispatch, no. 80, Institute of the World Jewish Congress, juin 2002.
- CAMERA, "Can the BBC Change?", CAMERA, 26 juillet 2004.
- "Report of the All-Party Parliamentary Inquiry into Anti-Semitism", 7 septembre 2006.
- "8 décembre 2003", Watch, consulté le 27 août 2006.
- "Scene from a 'peace rally'", BackSpin Weblog of Honest Reporting, 4 décembre 2003.
- United Nations General Assembly Resolution 3379, 10 novembre 1975, consulté le 13 janvier 2008.
- "The Euston Manifesto", 29 mars 2006.
- "(U.S.) State Department report on Anti-Semitism: Europe and Eurasia", 15 décembre 2004; voir Global Anti-Semitism Review Act of 2004.
- "French concern about race attacks", BBC News, octobre 2004.
- "MPs deliver anti-Semitism report", BBC News, 6 septembre 2006.
- "Anti-Semitism in the United Nations", UN Watch, février 1998, publié initialement en décembre 1997, consulté le 6 mars 2005.
- House Passes Chabot’s Bipartisan United Nations Reform Amendment, 17 juin 2005, consulté le 6 mars 2006.
- "Working definition of antisemitism", EUMC.
- "Antisemitism: Summary overview of the situation in the European Union, 2001-2005 (working paper)", European Monitoring Centre on Racism and Xenophobia, mai 2006.
- "Yale Creates Center to Study Antisemitism", Associated Press, 19 septembre 2006.
- Rochelle Owens, "Chomsky Grilling Linguica" New Verse News.Com